# Rolland H. Spaulding

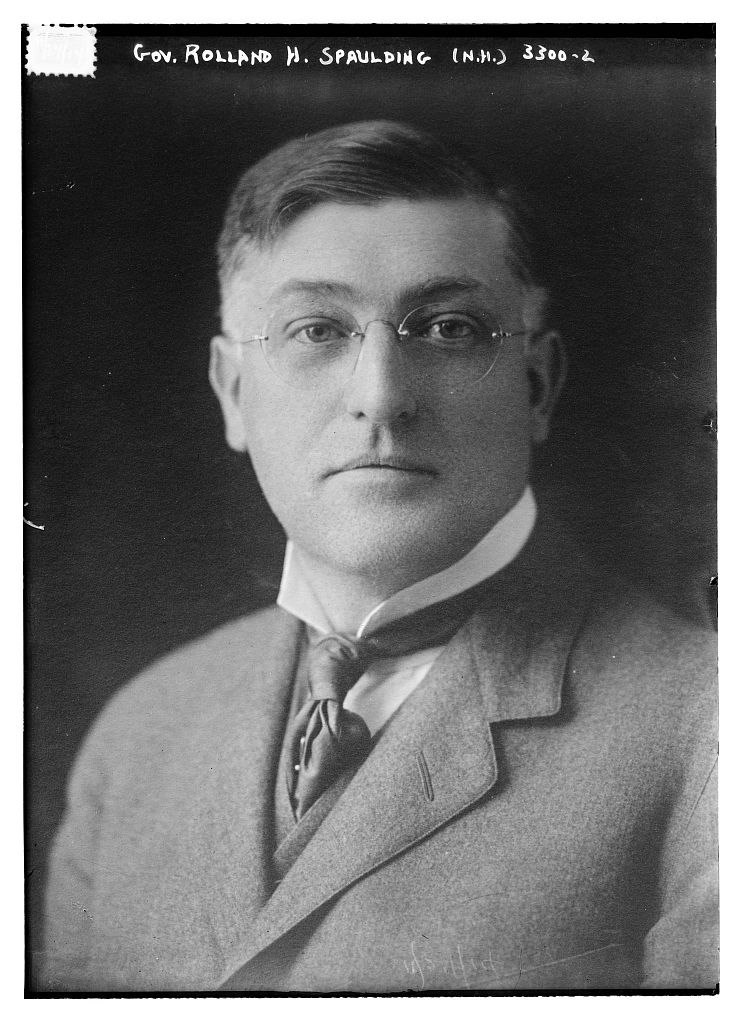
Rolland H. Spaulding

Rolland Harty Spaulding (* 15. März 1873 in Townsend, Middlesex County, Massachusetts; † 14. März 1942 in Rochester, New Hampshire) war ein US-amerikanischer Politiker und von 1915 bis 1917 Gouverneur des Bundesstaates New Hampshire.

## Frühe Jahre und politischer Aufstieg
Rolland Spaulding besuchte bis 1893 die Phillips Academy. Danach arbeitete er in der Firma seiner Familie, die Faserplatten herstellte. Seit 1905 begann er sich für Politik zu interessieren. Damals schloss er sich der progressiven Bewegung innerhalb der Republikanischen Partei an. Im Jahr 1912 war er Delegierter auf der Republican National Convention, zwei Jahre später wurde er als Kandidat seiner Partei zum Gouverneur seines Staates gewählt.

## Gouverneur von New Hampshire
Rolland Spaulding trat sein neues Amt am 1. Januar 1915 an. In seiner zweijährigen Amtszeit wurden die finanziellen Zuschüsse an die Kommunen erhöht und die Straßenverwaltung reformiert. Damals entstand ein langfristiger Plan zum Ausbau der Fernstraßen des Staates, um dem zu erwartenden Anstieg des Verkehrsaufkommens gerecht zu werden. Auch der Verwaltungsablauf wurde modifiziert, um die Effizienz der Behörden zu verbessern. Der Gouverneur trat außerdem für eine Senkung der Steuern ein. Spaulding lehnte eine Kandidatur für eine weitere Amtszeit ab und schied am 2. Januar 1917 aus dem Amt aus.

## Weiterer Lebenslauf
Während des Ersten Weltkriegs war Spaulding Vorsitzender der Verteidigungsliga von New Hampshire. Ansonsten widmete er sich seinen geschäftlichen Interessen. Rolland Spaulding starb im März 1942. Mit seiner Frau Vera Gowan hatte er zwei Kinder. Sein Bruder Huntley war von 1927 bis 1929 ebenfalls Gouverneur von New Hampshire.